# Géorgie-Roumanie en rugby à XV
Cet article présente l'historique des confrontations entre l'équipe de Géorgie et l'équipe de Roumanie en rugby à XV. Les deux équipes se sont affrontées à vingt-sept reprises. La Géorgie a remporté dix-sept de ces rencontres, contre neuf pour la Roumanie et un match nul.

## Historique
Le premier test match entre les deux nations se déroule en 1998 au stade de Lansdowne Road à Dublin. 
Depuis la mise en place d'un championnat européen des nations, en 2000, Géorgiens et Roumains se retrouvent annuellement pour jouer dans le cadre de cette compétition. 
La rivalité entre les deux équipes est prépondérante car elles sont les deux meilleures équipes de la compétition depuis les années 2000, remportant à elles deux sept des huit titres mis en jeu depuis la création du championnat (quatre pour la Géorgie, trois pour la Roumanie). Si les roumains ont dans l'ensemble dominé les premières rencontres entre les deux équipes (avec sept victoires pour deux défaites), la Géorgie a radicalement retourné la situation entre 2007 et 2015, remportant huit matchs sur dix, dont un en poule de coupe du monde en 2011 en Nouvelle-Zélande.

## Confrontations
Voici la liste des confrontations entre ces deux équipes :
| No | Date              | Lieu                                               | Match              | Score   | Compétition                                      |
| -- | ----------------- | -------------------------------------------------- | ------------------ | ------- | ------------------------------------------------ |
| 1  | 18 novembre 1998  | Lansdowne Road, Dublin, Irlande                    | Roumanie – Géorgie | 27 – 23 | Test match                                       |
| 2  | 2 avril 2000      | Stade Boris-Paichadze, Tbilissi, Géorgie           | Géorgie – Roumanie | 20 – 23 | Championnat européen des nations                 |
| 3  | 7 avril 2001      | Stade Dinamo, Bucarest, Roumanie                   | Roumanie – Géorgie | 20 – 31 | Championnat européen des nations                 |
| 4  | 6 avril 2002      | Stade Boris-Paichadze, Tbilissi, Géorgie           | Géorgie – Roumanie | 23 – 31 | Championnat européen des nations                 |
| 5  | 30 mars 2003      | Stade Boris-Paichadze, Tbilissi, Géorgie           | Géorgie – Roumanie | 6 – 19  | Championnat européen des nations                 |
| 6  | 27 mars 2004      | Iași, Roumanie                                     | Roumanie – Géorgie | 25 – 18 | Championnat européen des nations                 |
| 7  | 12 mars 2005      | Stade Boris-Paichadze, Tbilissi, Géorgie           | Géorgie – Roumanie | 20 – 13 | Championnat européen des nations                 |
| 8  | 25 février 2006   | Stade Steaua, Bucarest, Roumanie                   | Roumanie – Géorgie | 35 – 10 | Championnat européen des nations                 |
| 9  | 7 octobre 2006    | Stade Steaua, Bucarest, Roumanie                   | Roumanie – Géorgie | 20 – 8  | Test match                                       |
| 10 | 3 février 2007    | Stade Steaua, Bucarest, Roumanie                   | Roumanie – Géorgie | 17 – 20 | Championnat européen des nations                 |
| 11 | 9 février 2008    | Stade Boris-Paichadze, Tbilissi, Géorgie           | Géorgie – Roumanie | 22 – 7  | Championnat européen des nations                 |
| 12 | 14 mars 2009      | Stade Boris-Paichadze, Tbilissi, Géorgie           | Géorgie – Roumanie | 28 – 23 | Championnat européen des nations                 |
| 13 | 13 mars 2010      | Stade Arcul de Triumf, Bucarest, Roumanie          | Roumanie – Géorgie | 22 – 10 | Championnat européen des nations                 |
| 14 | 12 mars 2011      | Stade Boris-Paichadze, Tbilissi, Géorgie           | Géorgie – Roumanie | 18 – 11 | Championnat européen des nations                 |
| 15 | 28 septembre 2011 | Arena Manawatu, Palmerston North, Nouvelle-Zélande | Roumanie – Géorgie | 9 – 25  | Coupe du monde (Poule B)                         |
| 16 | 10 mars 2012      | Stade Arcul de Triumf, Bucarest, Roumanie          | Roumanie – Géorgie | 13 – 19 | Championnat européen des nations                 |
| 17 | 16 mars 2013      | Stade Arcul de Triumf, Bucarest, Roumanie          | Roumanie – Géorgie | 9 – 9   | Championnat européen des nations                 |
| 18 | 15 mars 2014      | Stade Boris-Paichadze, Tbilissi, Géorgie           | Géorgie – Roumanie | 22 – 9  | Championnat européen des nations                 |
| 19 | 21 mars 2015      | Stade Arcul de Triumf, Bucarest, Roumanie          | Roumanie – Géorgie | 6 – 15  | Championnat européen des nations                 |
| 20 | 19 mars 2016      | Stade Boris-Paichadze, Tbilissi, Géorgie           | Géorgie – Roumanie | 38 – 9  | Championnat européen des nations                 |
| 21 | 19 mars 2017      | Stade Arcul de Triumf, Bucarest, Roumanie          | Roumanie – Géorgie | 8 – 7   | Championnat international d'Europe               |
| 22 | 18 mars 2018      | Stade Boris-Paichadze, Tbilissi, Géorgie           | Géorgie – Roumanie | 25 – 16 | Championnat international d'Europe               |
| 23 | 9 février 2019    | Cluj Arena, Cluj-Napoca, Roumanie                  | Roumanie – Géorgie | 9 – 18  | Championnat international d'Europe               |
| 24 | 1er février 2020  | Stade Boris-Paichadze, Tbilissi, Géorgie           | Géorgie – Roumanie | 41 – 12 | Championnat international d'Europe               |
| 25 | 28 mars 2021      | Stade Mikheil-Meskhi, Tbilissi, Géorgie            | Géorgie – Roumanie | 28 – 17 | Championnat international d'Europe               |
| 26 | 12 mars 2022      | Stade Arcul de Triumf, Bucarest, Roumanie          | Roumanie – Géorgie | 23 – 26 | Championnat international d'Europe               |
| 27 | 4 mars 2023       | Stade de rugby d'Avchala, Tbilissi, Géorgie        | Géorgie – Roumanie | 31 – 7  | Championnat international d'Europe (demi-finale) |
| 28 | 3 mars 2024       | Stade Mikheil-Meskhi, Tbilissi, Géorgie            | Géorgie – Roumanie | 43 – 5  | Championnat international d'Europe (demi-finale) |